# Periclimenes anthophilus
Periclimenes anthophilus är en kräftdjursart som beskrevs av Lipke Bijdeley Holthuis och Eibl-Eibesfeldt 1964. Periclimenes anthophilus ingår i släktet Periclimenes och familjen Palaemonidae. Inga underarter finns listade i Catalogue of Life.